# Birkenbaum (Halver)
Birkenbaum ist eine Hofschaft in Halver im Märkischen Kreis im nordrhein-westfälischen Regierungsbezirk Arnsberg in Deutschland.

## Lage und Beschreibung

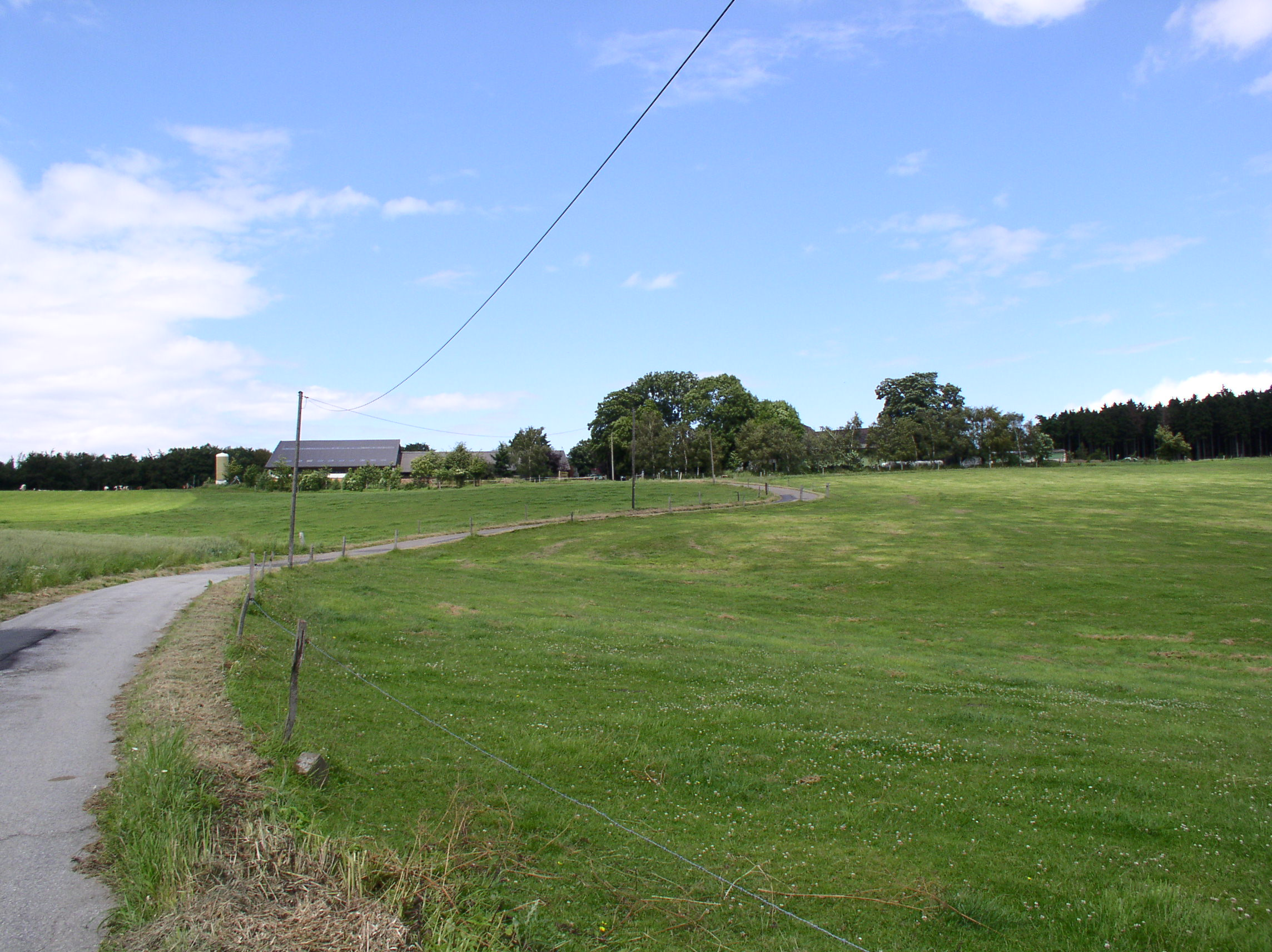
Ansicht von Süden

Birkenbaum liegt auf 400 Meter über Normalhöhennull im südwestlichen Halver an der Kreisstraße K3 zwischen Schwenke und Anschlag nahe der Grenze zu Wipperfürth auf der Wasserscheide zwischen den Flusssystemen der Wupper und der Ennepe. Nachbarorte sind Stenkenberg, Heinken-Hedfeld, Vorst, Lausberge, Berken und der Wipperfürther Ort Erlen. 
Nördlich verläuft die Trasse der stillgelegten Wuppertalbahn zwischen Halver und Radevormwald, westlich verlief deren früher stillgelegter Ast Anschlag-Wipperfürth. Südlich erhebt sich mit 397 m ü. NHN eine Anhöhe.

## Geschichte
Birkenbaum wurde erstmals 1557 urkundlich erwähnt, die Entstehungszeit der Siedlung wird aber im Zeitraum zwischen 1300 und 1400 in der Folge der zweiten mittelalterlichen Rodungsperiode vermutet. Birkenbaum war ein Abspliss von Heinken-Hedfeld.
1818 lebten zehn Einwohner im Ort. 1838 gehörte Birkenbaum der Lausberger Bauerschaft innerhalb der Bürgermeisterei Halver an. Der laut der Ortschafts- und Entfernungs-Tabelle des Regierungs-Bezirks Arnsberg als Hof kategorisierte Ort besaß zu dieser Zeit zwei Wohnhäuser. Zu dieser Zeit lebten 15 Einwohner im Ort, allesamt evangelischen Glaubens.
Das Gemeindelexikon für die Provinz Westfalen von 1887 gibt eine Zahl von 13 Einwohnern an, die in zwei Wohnhäusern lebten.
Bei Birkenbaum verlief auf der Trasse der heutigen Kreisstraße K3 eine vermutlich frühgeschichtliche Altstraße von Schwelm über Radevormwald nach Wegerhof vorbei, die als Eisen- und Kohlenstraße genutzt wurde.